# 44 duos pour deux violons

Les 44 duos pour deux violons Sz.98 constituent un recueil de quarante-quatre pièces instrumentales de Béla Bartók publié en 1931 à destination des élèves pour, selon les paroles du compositeur, « qu'ils puissent, dès leurs premières années d'études, jouer des œuvres dans lesquelles se trouve[nt] la simplicité naturelle du peuple  et aussi ses particularités mélodiques et rythmiques». Ainsi les folklores hongrois, roumain, serbe, slovaque, ruthène et même arabe y sont mis à contribution par le compositeur hongrois.

## Livre I
- I. Parosito (chant taquin),
- II. Kalamajko (Maypole Dance),
- III. Menuetto,
- IV. Szentivánéji (nocturne d'été),
- V. Tót Nóta (Slovakian Song) [1],
- VI. Magyar Nóta (Hungarian Song) [1],
- VII. Oláh Nóta (Walachian Song),
- VIII. Tót Nóta (Slovakian Song) [2],
- IX. Játék (chanson pour s'amuser),
- X. Rutén Nóta (Ruthenian Song),
- XI. Gyermekrengetéskor (chanson au berceau),
- XII. Szénagyüjtéskor (chanson du foin),
- XIII. Lakodalmas (chant de mariage),
- XIV. Párnás Tánc (chant de l'oreiller).

## Livre II
- XV. Katonanóta (chant des soldats),
- XVI. Burleszk (burlesque),
- XVII. Menetelő Nóta (Hungarian March) [1],
- XVIII. Menetelő Nóta (Hungarian March) [2],
- XIX. Mese (conte de fées),
- XX. Dal (chant de rythmes),
- XXI. Újévköszöntő (salutations de nouvel an) [1],
- XXII. Szunyogtánc (danse du moustique),
- XXIII. Mennyasszonybúcsútató (adieu de la fiancée),
- XXIV. Tréfás Nóta (chanson comique),
- XXV. Magyar Nóta (Hungarian Song) [2].

## Livre III
- XXVI. "Ugyan Édes Komámasszony..." (chant coquin),
- XXVII. Sánta-Tanc (danse en boitant),
- XXVIII. Bánkódás (chagrin),
- XXIX. Újévköszöntő (New Year's Greeting) [2],
- XXX. Újévköszöntő (New Year's Greeting) [3],
- XXXI. Újévköszöntő (New Year's Greeting) [4],
- XXXII. Máramarosi Tánc (Danse de Máramaros),
- XXXIII. Ara táskor (chant de moisson),
- XXXIV. Számláló Nóta (chant du répertoire),
- XXXV. Rutén Kolomejka (Ruthenian Kolomejka),
- XXXVI. Szól a Duda (cornemuses).

## Livre IV
- XXXVII. Preludium és Kanon (Prélude et Canon),
- XXXVIII. Forgatós (danse tourbillon de Roumanie),
- XXXIX. Szerb Tánc (Serbian Dance),
- XL. Oláh Tánc (Walachian Dance),
- XLI. Scherzo,
- XLII. Arab Dal (danse arabe),
- XLIII. Pizzicato,
- XLIV. "Erdélyi" Tánc (Transylvanian Dance).